# Erwin Topf
Erwin Topf (* 22. Dezember 1898 in Meiningen; † 12. Juni 1981 in Hamburg) war ein deutscher Journalist.

## Leben und Werk
Erwin Topf, geboren 1898 in Meiningen, war Redakteur und SPD-Funktionär.
Topf trat während seiner Universitätszeit 1923 in die SPD ein. Unter dem Namen ‚Jan Bargenhusen‘ verfasste er Beiträge zur Weltbühne. Die „Machtergreifung“ der Nazis erlebte er als Mitarbeiter des Berliner Tageblatts. Als ihm klar wurde, dass seine Vorstellung von freier Meinungsäußerung sich in den nun herrschenden Verhältnissen nicht würde verwirklichen lassen, wurde er Soldat und stieg auf bis zum Rang eines Obersts. Von 1941 an hatte er Kontakt zum Kreisauer Kreis. Er verfasste eine Eidesstattlichen Erklärung und war Zeuge der Verteidigung von Wolfram Sievers im Ärzteprozess von 1946/47.
Nach dem Krieg war er wieder als Redakteur tätig.
Von 1946 bis 1958 arbeitete er als Leiter des Ressorts „Wirtschaft“ der Wochenzeitung Die Zeit.
Erwin Topf verstarb am 12. Juni 1981 im Alter von 82 Jahren.

## Veröffentlichungen
- Das deutsche Ernährungsproblem: Schutz der heimischen Ernährungswirtschaft. Verlag der Neuen Gesellschaft, 1925
- Der Menschheit täglich Brot. Urania-Verlags-Gesellschaft, Jena, 1926
- Die Grüne Front. Der Kampf um den deutschen Acker, Rowohlt, Berlin, 1933
- Konjunkturpolitik müsste man machen. Seewald, Stuttgart, 1960